# Silnik pierścieniowy

Schematyczne przedstawienie silnika pierścieniowego.

Silnik pierścieniowy – rodzaj silnika asynchronicznego o uzwojonym wirniku, w którym uzwojenie wirnika wyprowadzone jest przez pierścienie ślizgowe i szczotki na zewnątrz maszyny.
Silnik pierścieniowy jest droższy w produkcji od silnika klatkowego, ale daje szersze możliwości rozruchu i regulacji prędkości obrotowej.

## Budowa
Wirnik zazwyczaj składa się z 3 uzwojeń fazowych, nawiniętych przewodem izolowanym, połączonych w gwiazdę. Końce uzwojeń są połączone w punkcie zerowym gwiazdy, a początki podłączone do pierścieni ślizgowych. Pierścienie (zwykle mosiężne) współpracują ze szczotkami osadzonymi w obudowie silnika i połączonymi z tabliczką zaciskową. Umożliwia to podłączenie zewnętrznego rozrusznika lub układu do regulacji prędkości obrotowej.
Występują także silniki z dwufazowym uzwojeniem wirnika (silniki małej mocy) lub inną liczbą pierścieni ślizgowych (2, 3, 6 lub więcej).

## Zasada działania
W stojanie zasilanym prądem przemiennym powstaje wirujące pole magnetyczne. Prędkość wirowania tego pola (wynikająca z liczby par biegunów i częstotliwości prądu zasilającego) określa się mianem prędkości synchronicznej. Wirujące pole magnetyczne, poruszając się względem uzwojeń wirnika, powoduje indukowanie się w nich siły elektromotorycznej. Jeśli uzwojenia (przewody) wirnika będą zwarte, to popłynie w nich prąd elektryczny. Na te przewody wirnika, znajdujące się w polu magnetycznym, zacznie działać siła elektrodynamiczna, która spowoduje obracanie się wirnika. Wirnik będzie się obracał w kierunku zgodnym z kierunkiem wirowania pola magnetycznego wytwarzanego przez stojan. W teoretycznej sytuacji, gdy prędkość wirnika wzrośnie do prędkości synchronicznej, wirujące pole magnetyczne wytwarzane przez stojan pozostanie nieruchome z punktu widzenia wirnika, więc siła elektromotoryczna w wirniku przestanie się indukować, a siła (moment obrotowy) działający na wirnik zmaleje do zera, powodując zmniejszenie prędkości obrotowej. W praktyce wirnik nigdy nie osiąga prędkości synchronicznej i obraca się względem niej wolniej. Względna różnica między prędkością synchroniczną {\displaystyle n_{s}} a prędkością obrotową wirnika {\displaystyle n,} odniesiona do prędkości synchronicznej nazywana jest poślizgiem:
{\displaystyle s={\frac {n_{s}-n}{n_{s}}}=1-{\frac {n}{n_{s}}},}
gdzie:
{\displaystyle s} – poślizg,
{\displaystyle n_{s}} – prędkość synchroniczna, czyli prędkość wirowania pola magnetycznego, wynikająca z liczby par biegunów i częstotliwości prądu zasilającego,
{\displaystyle n} – prędkość obrotowa wirnika.
Prędkość obrotowa wirnika:
{\displaystyle n=n_{s}(1-s)=60{\frac {f}{p}}(1-s),}
gdzie:
{\displaystyle f} – częstotliwość prądu zasilającego,
{\displaystyle p} – liczba par biegunów.

## Zmiana kierunku obrotów
Zmianę kierunku wirowania można osiągnąć przez zmianę kolejności dwóch dowolnych faz zasilających.

## Rozruch

Przebieg momentu obrotowego podczas rozruchu silnika pierścieniowego z różnymi wartościami rezystancji w obwodzie wirnika. Wartości rezystorów spełniają warunek R3 > R2 > R1

Wyprowadzenie uzwojeń wirnika daje możliwość podłączenia do nich tzw. rozrusznika, czyli opornika o liczbie faz odpowiadającej liczbie faz silnika. Pozwala to na rozruch poprzez regulację prędkości obrotowej, a głównie momentu obrotowego. Im większa rezystancja rozrusznika tym maksymalny moment obrotowy przesuwa się w kierunku niższych obrotów, kosztem strat energii w rozruszniku i znacznym spadku mocy przy obrotach znamionowych. W praktyce stosuje się rozruszniki stopniowe, dające możliwość skokowej zmiany impedancji, przez co silnik pracuje z prawie że maksymalnym momentem obrotowym w całym zakresie obrotów. Po zakończeniu rozruchu uzwojenie wirnika zwiera się odpowiednim przełącznikiem (lub bezpośrednio w rozruszniku).

## Regulacja prędkości obrotowej
Prędkość obrotowa silnika pierścieniowego może być zmieniona przez:
- użycie rezystorów włączonych w obwód wirnika,
- zmianę liczby par biegunów,
- zmianę częstotliwości prądu zasilającego.

## Zastosowanie
- układy o ciężkim rozruchu (rozruch pod pełnym obciążeniem), np. silniki dźwigów[5].